# Chris Kamara
Christopher „Chris“ Kamara, MBE (* 25. Dezember 1957 in Middlesbrough) ist ein ehemaliger englischer Fußballspieler und -trainer. Der Mittelfeldspieler war zunächst bei unterklassigen Profiklubs beschäftigt, bevor er im späten Fußballeralter von 32 Jahren mit Leeds United erstmals in der ersten Liga spielte. Er galt als eine der schillerndsten Figuren im englischen Fußball der späten 1970er bis frühen 1990er Jahre und sah sich aufgrund seiner dunklen Hautfarbe häufig rassistischen Ressentiments ausgesetzt. Nach einem nur kurzen Wechsel ins Trainerfach im Anschluss an seine aktive Karriere entschied er sich für eine journalistische Laufbahn als Experte und Reporter und ist dort zumeist für den Fernsehsender Sky Sports tätig.

## Profikarriere

### Erste Stationen (bis 1977)
Einer Karriere als Profifußballer stand im Hause Kamara zunächst eine väterliche Entscheidung entgegen, die vorsah, dass Sohn Chris ebenfalls in der Royal Navy dienen sollte. Dabei gab dieser sogar eine mögliche Aufnahme ins Jugendteam des Heimatklubs FC Middlesbrough auf und so verließ er die Stadt, um fortan als Heizer im Maschinenraum der Kriegsmarine zu arbeiten. Dort freilich ging er weiter seiner Passion nach, absolvierte innerhalb der Streitkräfte zahlreiche Fußballspiele und fiel dabei als gerade einmal 15-Jähriger inmitten gestandener Männer positiv auf. Als seine Auswahl zu einem Freundschaftsspiel gegen das Jugendteam des FC Portsmouth antrat und Kamara dabei eine Reihe von Toren erzielte, weckte dies beim Gegner Begehrlichkeiten, die letztlich zu seiner Verpflichtung führten.
Zu seinen ersten Auftritten beim damaligen Zweitligisten kam Kamara in der Saison 1975/76 und nachdem er in der Jugendmannschaft zahlreiche Treffer erzielt hatte, setzte ihn Trainer Ian St. John auch in vorderster Front an der Seite von George Graham ein. Als Kamara bereits in seinem zweiten Spiel gegen die Bolton Wanderers sein erstes Tor schoss, war der Verein von Kamaras Qualität auf dieser Position zunächst überzeugt und stockte die dünne Personaldecke im Angriffsbereich nicht weiter auf. Dass sich Kamara jedoch mehr im Mittelfeld heimisch fühlen sollte, zeigte die Statistik nach zwei Jahren und nur insgesamt sieben Ligatoren in 63 Spielen. Dazu kamen frühe Rückschläge wie der Abstieg 1976 in die dritte Liga und im Jahr darauf zog es ihn im August 1977 an den Drittligakonkurrenten Swindon Town.
Bereits in jungen Jahren hatte sich der dunkelhäutige Kamara – ähnlich wie Spieler von Brendan Batson bis Laurie Cunningham – mit Rassismus konfrontiert gesehen, was sich neben häufigen Schmähungen von Seiten des Publikums, Morddrohungen und sogar Schikanen durch eigene Mitspieler zudem in massivem Druck seitens der rechtsradikalen National Front äußerte. Die Probleme zogen sich noch bis weit in die 1980er Jahre hinein.

### Von Swindon nach Brentford und zurück (1977–1988)
In der von Danny Williams betreuten Mannschaft besetzte Kamara in Swindon die Position im rechten Mittelfeld und beim ersten Ligaeinsatz gegen Sheffield Wednesday (1:1) schoss er am 17. August 1977 sein erstes von insgesamt zehn Ligatoren in der Saison 1977/78. Als in der folgenden Spielzeit Bobby Smith die Nachfolge von Williams antrat, verlor er dennoch plötzlich seinen Stammplatz und fand sich darüber hinaus auf der Transferliste wieder. Erst im November 1979 kämpfte er sich in die Mannschaft dauerhaft zurück und verhalf seinem Team zum Einzug ins Ligapokalhalbfinale, das letztlich gegen die Wolverhampton Wanderers verloren ging. Ein gutes Jahr später kam Kamara mit Swindon Town zu keiner Übereinkunft hinsichtlich der sportlichen Perspektive und so ließ ihn der Klub im Mai 1981 für eine Ablösesumme von 50.000 Pfund zum FC Portsmouth zurückkehren. Dort blieb er jedoch gerade einmal fünf Monate, bevor es ihn in den Westen Londons zum FC Brentford zog. Die Transferentscheidung war kombiniert mit dem Wechsel von Brentfords Stürmer David Crown zum FC Portsmouth. Für die „Bees“ absolvierte Kamara in vier Jahren 152 Ligaspiele und schoss dabei 28 Tore.
Zu Beginn der Saison 1985/86 holte Lou Macari als Trainer von Swindon Town „Kammy“ zurück, aber ungeachtet dessen, dass Swindon nur viertklassig spielte, stand dieser, obwohl zudem mittlerweile zu einem kampfstarken zentralen Mittelfeldakteur gereift, hinter Konkurrenten wie Leigh Barnard, Peter Coyne und Charlie Henry hintenan. Er trug daher nur vergleichsweise wenige 19 Ligaspiele zur Viertligameisterschaft bei. In der folgenden Drittligasaison 1986/87 änderten sich die Vorzeichen fundamental und beim zweiten Aufstieg in Serie verpasste Kamara nur vier Ligapartien. Anschließend kam er zunächst in allen Play-off-Spielen zum Einsatz, bevor er im Finalrückspiel von Charlie Henry ersetzt wurde. Weitere 25 Einsätze folgten in der zweithöchsten Spielklasse, bevor ein Vorfall am 20. Februar 1988 zum Ende seiner Zeit in Swindon führte. Im Anschluss an den Schlusspfiff der Partie gegen Shrewsbury Town ging Kamara auf den Gegenspieler Jim Melrose los, der ihn zuvor angeblich mit rassistisch motivierten Schmähungen belegt hatte, und brach ihm den Kiefer. Neben einer Verurteilung wegen Körperverletzung suspendierte ihn sein Klub für die verbleibenden Spiele der Saison 1987/88. Anschließend bot ihm Swindon Town dann zwar einen neuen Vertrag zu verbesserten Konditionen an, aber Kamara wechselte stattdessen im Juni 1988 zum Ligakonkurrenten Stoke City.

### Karriereherbst in den höchsten Spielklassen (1988–1995)
In Stoke-on-Trent war Kamara im nun fortgeschrittenen Fußballeralter als vielseitig einsetzbarer Mittelfeldspieler etabliert. Dazu gehörte auch seine betont physisch Spielweise, die aber gelegentlich auch Anlass zu Kritik gab. Besondere Aufmerksamkeit erregte dabei sein Foulspiel im August 1989 gegen Frank McAvennie von West Ham United, das bei McAvennie eine schwere Verletzung und eine anschließend lange Pause auslöste – wenngleich der in der Nähe befindliche Schiedsrichter keine Regelwidrigkeit erkannte und Kamara mehrfach die Unabsichtlichkeit herausstellte. Nach gut anderthalb Jahren schloss sich Kamara im Januar 1990 dem ambitionierten Zweitligisten Leeds United an.
Neben der Verdreifachung seines Gehalts fand Kamara in Leeds United einen Aufstiegsaspiranten, der im weiteren Verlauf der Saison 1989/90 die Zweitligameisterschaft errang. In den elf Partien trug der Neuling wesentlich zum Erfolg bei, aber als er erstmals in der höchsten englischen Spielklasse angekommen war, diente Kamara nur noch als Ergänzungsspieler, der zudem noch unter Verletzungen zu leiden hatte. Zu Beginn der Meisterschaftssaison 1991/92 lief er noch einmal in zwei Ligaspielen auf, bevor ihn Trainer Howard Wilkinson zu Luton Town ziehen ließ. Bei den „Hutmachern“, die damals ebenfalls in der ersten Liga spielten, kam er zwar wieder regelmäßig zum Einsatz, musste aber am Ende der Saison aufgrund einer Niederlage am letzten Spieltag wieder den Gang in die Zweitklassigkeit antreten.
Während der folgenden Saison 1992/93 lieh ihn Luton Town zu zwei Gelegenheiten in die nun Premier League genannte oberste englische Spielklasse aus. Dabei lief er in acht Ligaspielen für Sheffield United auf, worauf fünf Meisterschaftspartien für den Klub aus seiner Geburtsstadt (FC Middlesbrough) folgten – wie in Luton endete die Saison für „Boro“ mit einem Abstieg. Im Juni 1993 wechselte er auf fester Vertragsbasis zu Sheffield United, wo ihm jedoch das Pech weiter treu blieb, da er in der Saison 1993/94 zum dritten Mal in Serie abstieg.
Kamaras verbrachte seine letzte aktive Profisaison 1994/95 beim Drittligisten Bradford City. Obwohl er dort drei Monate wegen eines gebrochenen Zehs außer Gefecht gesetzt war, konnte der mittlerweile 37-Jährige mit Führungsqualitäten überzeugen, die er im zunehmenden Alter häufiger in der Innenverteidigung unter Beweis stellte statt im Mittelfeld.

## Traineraktivitäten (1995–1998)
Kamara tauschte in Bradford seine Funktion als Spieler in die des Cheftrainers ein, wobei ihn der damalige Trainer Lennie Lawrence zunächst noch als Spieler und gleichzeitig als sein Assistent beschäftigen wollte. Die Beförderung erfolgte jedoch prompt, als Lawrence entlassen wurde und ihn Präsident Geoffrey Richmond für die Nachfolge vorsah. Die ersten Erfolge ließen nicht lange auf sich warten, denn auf Anhieb führte Kamara die Mannschaft 1996 über die Play-offs in die zweite Liga. Im folgenden Jahr gelang ihm der Klassenerhalt, aber die Misstöne zwischen Kamara und Richmond mehrten sich, was dann im Januar 1998 zur Entlassung des sportlichen Leiters führte. Kamara selbst gab als Hauptgrund an, dass ihm der Präsident oftmals in die Mannschaftsaufstellung „hineinredete“ und dazu Spielerverpflichtungen eigenmächtig vollzog. In der Saison 1998/99 sollte Bradford City schließlich – hauptsächlich mit von Kamara ausgebildeten Spielern – mit Nachfolger Paul Jewell in die Premier League aufsteigen. Kamara selbst versuchte sich nur wenige Tage nach seiner Entlassung bei Stoke City, scheiterte dort jedoch bereits nach 14 Ligaspielen mit einer schlechten Bilanz von 1-5-8.

## Reporter, Moderator und Sänger
Seit seiner Zeit als Trainer von Bradford City ist Kamara vor der Kamera des englischen Fernsehen zu sehen. Er ist Moderator für Sky Sports und präsentiert die Sonntagssendung Goals on Sunday. Dazu ist er anlässlich von Übertragungen gelegentlich Co-Kommentator. Samstags ist er im Rahmen des Programms Soccer Saturday aktiv und vermeldet die aktuellen Ereignisse zu einem von ihm besuchten Spiel. Dabei besitzt seine aufgeregt wirkende Präsentation einen hohen Wiedererkennungswert, die zudem öfters komische Elemente bietet. Vor allem bringt man Kamara mit der Floskel „Unbelievable Jeff!“ in Verbindung, mit der er häufig Fragen des Moderators Jeff Stelling einleitet – bezeichnenderweise trägt seine Autobiografie den Titel „Mr. Unbelievable“. Zu den weiteren Medienaktivitäten gehören seine Auftritte für Soccer AM, bei denen er sich samstags Stunden vor einem Spiel aus einem Stadion meldet. Zu einer beliebten Serie für Soccer AM wurde auch „Kammy do it“, in denen Kamara Prominente zum Duell in teils kuriosen Wettkämpfen wie Milchwetttrinken oder sportlichen Disziplinen wie Tontaubenschießen herausfordert.
2012 nahm Kamara vor der Europameisterschaft eine Benefiz-Single mit dem Titel Sing 4 England auf. Vier Jahre später trat er in einem Promi-Special der Gesangsshow All Together Now an Weihnachten auf und beschloss daraufhin, im folgenden Jahr ein Album aufzunehmen. Das Swing-Album Here’s to Christmas erschien Ende 2019 und erreichte Platz 8 der britischen Charts.
Im Januar 2023 nahm Kamara als Ghost an der vierten Staffel der britischen Version von The Masked Singer teil, in der er den zwölften Platz erreichte.

## Soziales Engagement
Kamara engagiert sich als Botschafter für Show Racism the Red Card.